# Onychium chinense
Onychium chinense là một loài dương xỉ trong họ Pteridaceae. Loài này được Desv. Fée mô tả khoa học đầu tiên năm 1852.